# Caer
Caer (oldwalisisk cair eller kair)) er et stednavneled i walisisk, der betyder "fæstning", "borg" eller "citadel", omtrent svarende til det oldengelske suffiks (-ceaster), som i dag varierer og skrives som -caster, -cester og -chester.
I moderne walisisk retskrivning skrives caer som regel som et præfiks, selvom det tidligere – særligt på latin – blev skrevet som et selvstændigt ord. Den bretonske ækvivalent er kêr, som forekommer i mange bretonske stednavne som præfikset Ker-.
Flere byer, særligt i Wales, bærer navnet, som bl.a. tæller Caerleon og Caernarfon.

## Eksempler i Storbritannien
Gildas' beretning om saksiske invasioner af Britannien hævdede, at der fandtes 28 befæstede romerske byer (latin: civitas) på øen, uden at opremse dem. Værket Briternes Historie, traditionelt tilskrevet Nennius, indeholder en liste over de 28, som alle kaldes "caer". Der er uenighed om, hvorvidt listen kun omfatter romerske byer eller både romerske og ikke-romerske bosættelser.
Nogle af de stednavne, der er blevet foreslået, omfatter:
- Cair Brithon ("Briternes Fort": Dumbarton i Strathclyde[7][11])
- Cair Caratauc ("Voldens Fort": Salisbury?[8] Sellack?[7])
- Cair Ceint ("Kent Fort": Canterbury)
- Cair Celemion (Camalet?[13] Silchester?[7])
- Cair Colun ("Colonia Fort": Colchester?[7][8])
- Cair Custoeint ("Constantinius' eller Konstantins fort": Caernarfon;[15] eller muligvis et devonsk bakkefort[16])
- Cair Daun ("Don Fort": Doncaster)
- Cair Draitou (Drayton?[8] Dunster?[7])
- Cair Ebrauc ("York Fort": York)
- Cair Grauth ("Granta Fort": Cambridge[17])
- Cair Guent ("Venta Fort": Caerwent[7] eller Winchester[8])
- Cair Guinntguic ("Venta Fort": Winchester?[7] Norwich eller Winwick?[8])
- Cair Guiragon ("Weorgorans Fort": Worcester)
- Cair Guorthigirn ("Vortigerns Fort": Little Doward?[7] Carmarthen?[18])
- Cair Guricon (Warwick?[8] Wroxeter?[7])
- Cair Legeion Guar Usic ("Legionens Fort ved floden Usk": Caerleon-upon-Usk)
- Cair Legion ("Legionens Fort": Chester)
- Cair Lerion ("Leir Fort": Leicester)
- Cair Ligualid ("Luguwalos' Fort": Carlisle)
- Cair Luit Coyt ("Grey Wood Fort": Wall[20])
- Cair Lundem ("Londinium Fort": London[21])
- Cair Maunguid (Manchester?)
- Cair Meguaid ("Mediolanum Fort": Meifod?[7][8] Llanfyllin?[22] Caersws?[23] i Powys)
- Cair Mincip ("Municipium Fort": St Albans)
- Cair 'Pensa vel Coyt' ("Penselwood Fort":[24] Exeter?[8] Ilchester?[7])
- Cair Peris (Portchester?[8][7] Builth Wells?[7])
- Cair Segeint ("Seiont Fort": Caernarfon;[7] eller muligvis Silchester[8])
- Cair Urnarc (Wroxeter?[8] Dorchester?[7])

### Wales
Elementet caer, nogle gange angliceret som car, findes i adskillige stednavne i Wales, som bl.a.:
- Caerau, Glamorgan ("Forts")[25]
- Caereinion, Montgomeryshire ("Fort on the Einion")[26]
- Caerfallwch, Flintshire ("Afallach's fort")[26]
- Caerfarchell, Pembrokeshire ("Marchell's fort")[27]
- Carmarthen, Carmarthenshire (walisisk: Caerfyrddin, "Merlin's fort").[28]
- Caergeiliog, Anglesey ("Fort of the cockrell")[29]
- Caergwrle, Flintshire ("Fort of the crane-wood")[30]
- Caerleon, Glamorgan (walisisk: Caerllion, "Fort Legion")
- Caernarfon, Caernarfonsire ("Fort Arfon")
- Caerphilly, Glamorgan (walisisk: Caerffili, "Fort Ffili")
- Caerrhun, Caernarfonshire ("Fort of Rhun")[26]
- Caersws, Montgomeryshire ("Susan's fort")[26]
- Caerwent, Monmouthshire ("Fort Venta")
- Cardiff, Glamorgan (walisisk: Caerdydd, "Fort Taf")
- Carew, Pembrokeshire[27]
- Gaerwen, Anglesey (Caerwen, "hvide fort")[26]
- Holyhead, Anglesey (walisisk: Caergybi, "Fort Cybi")

### England
Det cumbriske sprog blev talt i det nordlige England frem til middelalderen, og i denne periode blev navneleddet caer ("fæstning") brugt i stednavne. Det optræder også i corniske stednavne som Ker-.
- Caermote, Cumberland (Caermollt, "Fort of the wether")[31]
- Cardew, Cumberland (Caerdu, "Black fort")[31]
- Cardunneth, Cumberland (Caerdunawd, "Dünǭd's fort")[31]
- Cardurnock, Cumberland (Caerdwrnog, "Fort of the fist-sized stones")[31]
- Cargo, Cumberland (Caergoll, "Fort of hazel")[31]
- Carhullan, Westmorland ("Fort of Holland")[31]
- Carrick, Northumberland (Caerwig, "vicus fort")[31]
- Carlatton, Cumberland ("Fort of the leek enclosure")[31]
- Carlisle, Cumberland (walisisk: Caerliwelydd, "Fort Luguwalos")[31]
- Carmolt, Cumberland (Caermollt, "Fort of the wether")[31]
- Carrycoats, Northumberland (walisisk: Caerycoed, "Fæstningen i skoven")[31]
- Carvoran, Northumberland (walisisk: Caerferin, "Morini Fæstning")[31]
- Kerrier, Cornwall[32]

Caer findes også i walisiske eksonymer for engelske byer:
- Cambridge (walisisk: Caergrawnt, "Fort Granta")
- Canterbury (walisisk: Caergaint, "Fort Kent")
- Chester (walisisk: Caer, "Fort")
- Chichester (walisisk: Caerfuddai)
- Durham (walisisk: Caerweir, "Fort of the Wear")[31]
- Gloucester (walisisk: Caerloyw)
- Exeter (walisisk: Caerwysg, "Fort Usk", også kornisk Karesk)
- Lancaster (walisisk: Caerhirfryn)
- Leicester (walisisk: Caerlŷr, "Fort Leir")
- Lichfield (walisisk: Caerlwytgoed, "Fort Grey Wood")
- Salisbury (walisisk: Caersallog)
- Winchester (walisisk: Caerwynt)
- Worcester (walisisk: Caerwrangon)

### Skotland
Cumbrisk og piktisk var brittoniske sprog, som blev talt i Skotland indtil omkring 1200-tallet, og caer ("fæstning") var et stednavneled i begge sprog.
- Caerketton, Midlothian ("Catel Fæstning")[31]
- Caerlanrig, Roxburghshire (walisisk: Caerllanerch; "Fort Clearing")[31]
- Caerlaverock, Dumfriesshire ("Llywarch Fæstning")[31]
- Carcluie, Ayrshire ("Clewein Fæstning")[31]
- Carden, Fife. Formerly Cardenni[33]
- Cardonald, Renfrewshire ("Duμnwal Fæstning")[31]
- Carleith, Dunbartonshire[31]
- Carmichael, Lanarkshire ("Sankt Michaels Fæstning")
- Carmuirs, Stirlingshire[31]
- Carmurie, Fife ("Havets fæstning")[33]
- Carmyllie, Angus ("Krigernes fæstning")[34]
- Carpow, Perthshire (walisisk: Caerpwll; "Fæstning ved den langsomme strøm")[33]
- Carriden, West Lothian ("Fort Eidyn")
- Carruthers, Dumfriesshire ("Rhodri Fæstning")[31]
- Carstairs, Lanarkshire ("Tarras Fæstning")[31]
- Crail, Fife ("Klippefæstningen")[33]
- Cramond, Midlothian ("Fort Almond")
- Kair, Kincardineshire ("Fort")[34]
- Keir, Aberdeenshire ("Fort")[34]
- Keir, Dumfries-shire ("Fort")[31]
- Keir, Stirlingshire ("Fort")[35]
- Keirhill, West Lothian[31]
- Keirs, Ayrshire[31]
- Kirkbuddo, Angus ("Buiteoc Fæstning")[35]
- Kirkcaldy, Fife (walisisk: Caercaledin; "stedet for det hårde fort" eller "stedet for Caleds fort")[36]
- Kirkintilloch, Dunbartonshire. TidligereCaerpentaloch[31]

## I fiktion
Computerspil
- Caer Benowyc, Caer Berkstead, Caer Boldiam, Caer Caddug, Caer Diogel, Caer Erasleigh, Caer Gothwaite, Caer Hurbury, Caer Renaris, Caer Sidi, Caer Sursbrooke, Caer Ulfwych og Caer Witrin fra computerspillet Dark Age of Camelot
- Caer Bocram fra computerspillet Tales of Vesperia
- Caer Bronach og Caer Oswin fra computerspillet Dragon Age: Inquisition
- Caer Darrow fra computerspillet World of Warcraft
- Caer Lyon fra computerspillet Wizard101
- Caer Siorai fra computerspillet Death's Gambit
- Caer Xhan fra computerspillet Breath of Fire III
- Kaer Norvent fra computerspillet Final Fantasy XVI

Litteratur
- Caer Cadarn fra romanserien The Warlord Chronicles af Bernard Cornwell – foregår på Cadbury Castle, ifølge forfatterens note i The Winter King.
- Caer Dallben fra romanserien Kampen om landet Prydain (The Chronicles of Prydain) af Lloyd Alexander
- Caer Dhú fra romanen The Sword of Rhiannon af Leigh Brackett
- Caer Llyr og Caer Secaire fra romanen The Dark World af Henry Kuttner
- Cair Paravel fra romanserien Narnia-fortællingerne af C. S. Lewis
- Kaer Morhen og Kaer Trolde fra fantasyromanerne The Witcher af Andrzej Sapkowski
- Kerrith, en by nævnt i romanen Rebecca af Daphne du Maurier, der foregår i Cornwall

Andet
- Kêr-Is (Ys), fra bretonsk mytologi
- Rabbit of Caerbannog (dræberkaninen) fra filmen Monty Python og de skøre riddere (1974)
- Caer-Konig og Caer Dineval fra D&D-kampagnen "Rime of the Frost Maiden"